# Chiesa di Santa Maria dello Spasimo (Gerusalemme)
La chiesa di Santa Maria dello Spasimo (in ebraico כנסיית גבירתנו הדואבת‎?) è una chiesa armena cattolica costruita nel 1881 e situata nel quartiere musulmano della Città Vecchia di Gerusalemme. Si trova fra la terza e la quarta stazione della Via Dolorosa. È la chiesa principale dell'esarcato patriarcale di Gerusalemme e Amman della Chiesa armeno-cattolica. Nella struttura adiacente si trova anche l'ospizio armeno di Gerusalemme.

## Storia
La chiesa commemora l'incontro di Gesù con sua madre durante la Via Crucis. Nonostante i vangeli sinottici non ne parlino, secondo il vangelo di Giovanni Maria era presente nelle ore finali della vita di suo figlio; perciò la devozione popolare ha voluto supporre anche un incontro tra Gesù e Maria lungo il percorso verso il Calvario. Ne parla più estesamente il vangelo apocrifo di Nicodemo. Nel luogo dove si pensa avvenne l'incontro tra Maria e suo figlio fu edificata una chiesa in età bizantina, forse Santa Sofia. L'attuale chiesa fu costruita dalla comunità armena sulle rovine del precedente edificio nel 1881.

## Etimologia
In greco "spasmòs" significa "agitazione forte, convulsione" e quindi può fare riferimento all'agitazione di Maria nel vedere Gesù portare la croce. Secondo un'altra interpretazione il nome è frutto di una deformazione del vocabolo greco "aspasmòs" che significa "saluto, abbraccio".

## L'interno
Nella cripta, è presente un ampio mosaico risalente a prima del VII secolo. Al centro dell'opera è rappresentato un paio di sandali dove si narra che Maria stesse. Più probabilmente rappresentano il luogo in cui dovevano essere lasciate le calzature prima di entrare nell'edificio.